# Pseudomastax collaris
Pseudomastax collaris är en insektsart som först beskrevs av Gerstaecker 1889.  Pseudomastax collaris ingår i släktet Pseudomastax och familjen Eumastacidae. Inga underarter finns listade i Catalogue of Life.